# Напеи
Напе́и (др.-греч. Ναπαῖαι; от νάπη, что значит «лесистая долина») — в греческой мифологии нимфы, живущие в лесистых долинах, лощинах и на лесных полянах. Также упоминается как название полумифического племени народа тавров.

## Описание
Согласно легенде, напеи проживают в лесистых ущельях, оврагах или гротах, поросших лесом, на лесных полянках, в долинах, покрытых лесными зарослями. Они покровительствуют цветам, травам и кустарникам. Если место их обитания (например, овраг или лощина) расположено в горном регионе, их также можно именовать горными нимфами (ореадами), но всё же для таких нимф предусмотрено особое название — аулониады.
Французский археолог Антуан Банье в своём основном труде «Мифология и баснословие, объяснённые исторически», ссылаясь на Вергилия, описывает этих существ следующим образом: «Именем напей пользуются те, кто скрывается в кустарниках». А немецкий поэт и философ Карл Вильгельм Рамлер, в свою очередь, так описал их в работе 1790 года «Краткая мифология, или Учение о сказочных богах, полубогах и героях древности»: «Самыми известными из нимф являются наяды, ореады, напеи и гамадриады… …Напеи, нимфы долин и в то же время цветов, трав и кустов. Их иногда путают с наядами, поскольку родники текут в долины. Они редко посещают поэтов».
Аммиан Марцеллин также говорил о свирепости племени тавров и о том, что римская чернь ревёт подобно таврам. Он  указывал три таврских племени: арихи, синхи (возможно, синды) и напеи — наиболее злобны. Относительно обычая жертвоприношений Деве, которую также называли Орсилохой, Аммиан сообщал, что жертв закалывали, а их головы прибивали на стены храма «как вечные памятники славным деяниям».

## В литературе
Так или иначе, поэты и писатели разных времён обращались к образу напей на страницах своих произведений. Вот как это звучит у Сервантеса в его «Дон Кихоте»:

«Кто б ни были вы, о сельские боги, населяющие этот пустынный край, преклоните слух к стенаниям несчастного любовника, которого долговременная разлука и ревнивые мечты влекут в эти ущелья роптать и жаловаться на жестокий нрав прелестной мучительницы, являющей собою верх и предел земной красоты! О напеи и дриады, имеющие обыкновение селиться в лесистых горах! Да не возмущают сладостный ваш покой быстроногие и похотливые сатиры, в вас — безнадежно, впрочем, — влюбленные, вы же восплачьте вместе со мною над горестным моим уделом или, по крайней мере, неустанно внимайте моему плачу. О Дульсинея Тобосская…»

Мигель де Сервантес. «Хитроумный идальго Дон Кихот Ламанчский».
Взывает к напеям и Стаций в своей «Фиваиде», когда наяда Исменида обращается к погибшему сыну Кренею:

«Где вожделенных толпа искательниц пред материнским

взором и сонмы напей, тебе угождать вожделевших?»

Стаций. «Фиваида».